# Marula (olie)

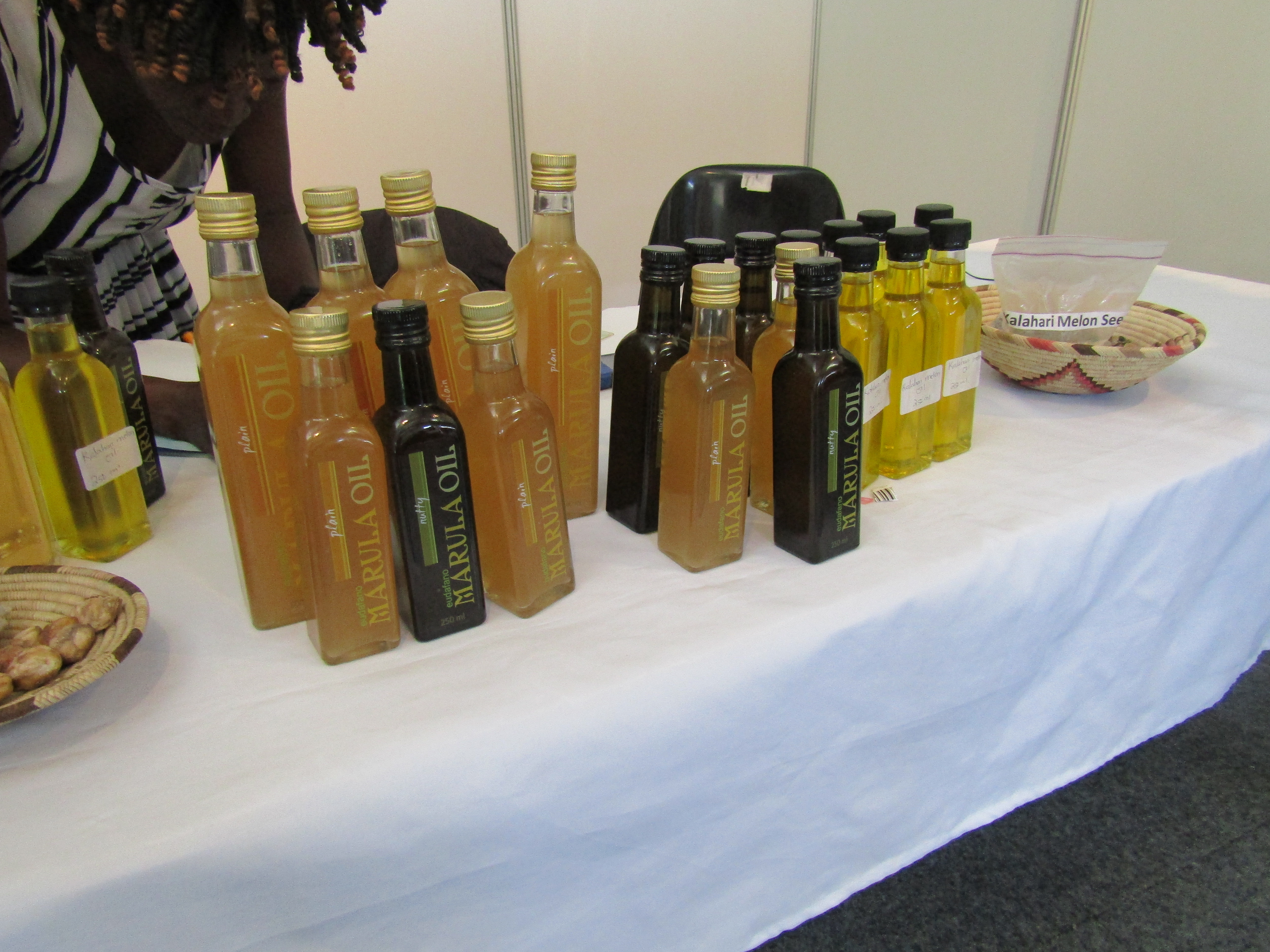
Flessen met marula-olie

Marula is een olie die wordt gewonnen uit de pitten van de vruchten van Marula-bomen (Sclerocarya birrea), uit de familie Anacardiaceae. Er zijn twee soorten marula-oliën, een olie die gewonnen wordt uit de zaden van de vrucht en een olie die gewonnen wordt uit de harde schil van de vrucht. Marula wordt traditioneel gebruikt in parfums, cosmetica, medicijnen, in voedsel zoals bakolie, als vleesconserveringsmiddel en om leer te behandelen.
De olie heeft een heldere, lichtgele kleur en een nootachtig aroma.

## Lokaal gebruik
De Tsonga van Zuid-Afrika en Mozambique gebruiken de olie als vochtinbrengende bodylotion voor vrouwen en ook als massageolie voor baby's. In het verleden gebruikten Namibische vrouwen marula-olie in plaats van water om zichzelf te reinigen. Verder werd de olie gebruikt in diëten door mensen in Namibië, Zuid-Afrika en Zimbabwe. De Venda gebruiken de olie die uit de zaden gewonnen wordt om vlees te conserveren.